# 一饭封神
《一飯封神》（英語：The Divine Dish）是中國大陸一檔大型美食競技類綜藝節目，由騰訊視頻出品，2025年7月17日首播。節目首季邀請主評審謝霆鋒、張勇與鄭永麒（Vicky Cheng），並由陈晓卿擔任節目總顧問，李诞則以「美食嘴替」身份參與。節目聚焦來自全國各地的「大廚」與「小廚」，透過一系列以食材與創意為主題的廚藝對抗賽，在舞台上共同角逐「封神」榮耀。
節目設計以「還原中國人心中的一口好飯」為核心理念，融合地方風味、個人敘事與創新料理三大元素。參賽者背景橫跨米其林星級餐廳主廚、傳統手藝人、街邊攤販及自媒體廚師，競技形式包含個人賽、團體賽與主題挑戰等。每期由評審團根據「味道」、「創意」、「表達」與「敘事性」等標準進行評分，勝出者將晉級下一輪，直至最終「封神」。
首季共計10集（播出中），節目形式融合真人秀與美食紀錄片風格，畫面呈現強調色彩、蒸氣與聲音設計，力圖以視覺與情感同時打動觀眾。節目推出後引發廣泛關注，有評論指其「結合人文與味覺，為美食綜藝注入新敘事」。

## 分集列表[7]
| 集数  | 播出日期      | 主要内容概述 |
| ----- | ------------- | --- |
| 第1集 | 2025年7月17日 | 节目首播，“大厨”与“小厨”首次登场，首轮“酸辣鲜”主题比拼，选手立刻展开淘汰；评审团队为谢霆锋、张勇、郑永麒。嘉宾包括刘嘉玲、蔡卓妍、陳妍希、丁真、祝绪丹等飞行嘉宾。 |
| 第2集 | 2025年7月24日 | 延续主题赛制，第二轮比拼聚焦选手技艺与创新能力，李诞首次以“美食嘴替”身份参与点评；陈晓卿作为总顾问亮相。                                                           |
| 第3集 | 2025年7月31日 | 团队赛升级，“酸辣鲜”团队战考验升级，厨师搭档合作完成冷／热菜挑战，节目赛制逐渐明朗。                                                                               |
| 第4集 | 2025年8月8日  | “小超市复活赛”环节开启，选手利用小超市食材进行花式炫技，旨在争夺复活机会，评审团队原班人马上场。嘉宾包括谢霆锋、张勇、郑永麒、陈晓卿、李诞、谭国锋。               |

## 爭議

### 疑似抄襲Netflix節目《黑白大廚》
節目開播後不久，即有觀眾與業界評論指出，《一饭封神》的節目結構、評審配置與視覺風格與Netflix於2024年推出的美食競技節目《黑白大廚：料理等级大战》極為相似。兩者皆採用圓形舞台、分組對抗、中央評審坐席、多語言字幕、以及利用煙霧、升降台、慢動作等視覺效果。節目中的選手背景設定也類似，皆為來自不同地區的專業或民間廚師，在競賽中逐輪淘汰，競爭封神之位。
有自媒體將《一饭封神》的賽制與攝影風格與《黑白大廚》逐格對照，認為高度相似。不少觀眾稱其為「中式Final Table」或「一比一翻拍」，更批評節目缺乏原創性。儘管節目製作方未對此公開回應，但有媒體報導指出Netflix從未向騰訊視頻授權該節目的模式或結構。也有部分觀眾認為，《一饭封神》融合了中國食材敘事與民間烹飪技藝，某種程度上屬於「在借鑑基礎上的再創作」，因此尚不足以定性為抄襲。

### 選手晉級標準模糊
節目雖以「大廚 vs 小廚」為主軸設計，標榜公平對抗與技藝碰撞，但在實際播出中，其晉級與淘汰標準曾引起觀眾困惑。首集與第二集均未清晰解釋評審打分的具體比重，有選手在獲得好評後仍遭淘汰，反之亦然，造成「標準模糊」、「結果突兀」的觀感。也有觀眾指出，節目對於技術失誤、創意風險的包容度缺乏一致性，甚至出現部分選手未獲鏡頭、直接被剪掉的情況，影響節目敘事完整性與觀眾參與感。
此外，節目導入「敘事性評分」，即以料理背後的人物故事作為評價參考，但該項目並無明確量化依據，使得部分技術強、故事弱的選手難以突出。評論認為，若節目希望強調人文與味覺並重，應更完善評分制度與賽程說明，避免觀感割裂。

## 外部連結
- 豆瓣上關於《一饭封神》的介紹
- 《一饭封神》官方微博